# دهستان استرآباد شمالی
استرآباد شمالی، دهستانی از توابع بخش بهاران شهرستان گرگان در استان گلستان ایران است.

## جمعیت
جمعیت این دهستان براساس سرشماری سال ۱۳۸۵ دارای (۴٬۴۲۳ خانوار) برابر با ۱۷٬۵۵۳ نفر بوده است.